# Orvasca waterstradti
Orvasca waterstradti is een donsvlinder uit de familie van de spinneruilen (Erebidae). De wetenschappelijke naam van de soort is, als Euproctis waterstradti, voor het eerst geldig gepubliceerd in 1976 door Jeremy Daniel Holloway.